# Purkrabský pivovar
Bývalý Purkrabský pivovar čp. 356 v ulici Na Perštýně 12 na Starém Městě v Praze je rozsáhlý obytný dům vzniklý postupnými úpravami a spojením několika původně středověkých objektů, v průběhu staletí opakovaně přestavovaných. Je chráněná jako kulturní památka České republiky. Nyní slouží jako administrativní budova pro pražské územní odborné pracoviště Národního památkového ústavu. Kromě jiných služeb veřejnosti sem Národní památkový ústav umístil své informační centrum a prodejnu publikací.

## Historie
Význam domů v nynější ulici Na Perštýně byl podtrhován polohou u jedné z nejdůležitějších komunikací ve středověké Praze – spojnici Pražského hradu i staroměstských tržišť a Vyšehradu. Tomu odpovídalo i umístění brány Sv. Martina ve staroměstských hradbách budovaných ve 13. století právě do míst dnešní křižovatky Národní třídy se Spálenou ulicí. Také v místě nynějšího domu odborníci předpokládají románskou zástavbu, ale archeologickým výzkumem se to dosud nepodařilo ověřit. Zachovaná sklepení domu jsou částečně gotického původu. V té době se na nynější široké parcele nacházely dva měšťanské domy, nejspíše oddělené průjezdem do dvorů.
V 15. a 16. století byl dům upravován pro pivovarský provoz. V roce 1641 jej Jaroslav Bořita z Martinic koupil pro purkrabství Pražského hradu, které objekt vlastnilo až do 19. století – proto také název Purkrabský pivovar. Při barokních úpravách bylo kolem roku 1730 doplněno křídlo při jižní hranici parcely.
Roku 1848 dostal dům spolu se zvýšením o dvě patra v zásadě svou nynější pozdně klasicistní podobu.
V roce 1893 byla oddělena severovýchodní část pozemku, kde vznikly tři nové činžovní domy při ulici Skořepka. Po roce 1900 bylo nadstavěno patro, a okna a interiéry domu byly doplněny zajímavými secesními prvky (dochovány jsou např. prosklené interiérové dveře).
Od devadesátých let 19. století zde vedle pivovaru ještě sídlilo vydavatelství Jaroslava Pospíšila ml., které se v roce 1942 odstěhovalo do Mikulandské ulice (čp. 132, Nové Město).

## Popis
Půdorysně se zalamující uliční průčelí domu svědčí o složitém stavebním vývoji budovy za jednotně pojatou fasádou. Přízemí je zvýrazněno novými výkladci obnovenými podle původních vzorů. Střízlivě členěné klasicistní průčelí je zpestřeno okny s drobnými tabulkami ve stylu druhého rokoka (novodobé repliky).
Dvorní křídla v jižní části budovy jsou dostupná otevřenými pavlačemi. Místnosti přízemí jsou většinou klenuté, v patrech plochostropé.